# Skogsgadden
Skogsgadden är en ö i Finland. Den ligger i Finska viken och i kommunen Raseborg i den ekonomiska regionen  Raseborg i landskapet Nyland, i den södra delen av landet. Ön ligger omkring 87 kilometer sydväst om Helsingfors.
Öns area är 4,7 hektar och dess största längd är 350 meter i nord-sydlig riktning.